# Panos Papadopulos
Panos Papadopulos (* 1. August 1920 in Kerasus, Ottomanisches Reich (heutiges Giresun, Türkei); † 18. Februar 2001 in München) war ein deutsch-griechischer Schauspieler.

## Leben
Papadopulos trat in den 1950er-Jahren am Hamburger Stadttheater auf, von wo er 1959 vom Regisseur Jürgen Roland für eine Nebenrolle als manipulierbarer Seemann Shelby im Edgar-Wallace-Film Der rote Kreis engagiert wurde. Des Weiteren war Papadopulos in vielen Italowestern der späten 1960er- und frühen 1970er-Jahre zu sehen.
Seine letzte große und gleichermaßen bekannteste Rolle spielte er 1985 als schmieriger Imbiss-Besitzer Stavros in Otto – Der Film.
Papadopulos starb 2001 an Herzversagen.

## Filmografie (Auswahl)
- 1953: Der Vetter aus Dingsda
- 1954: Conchita und der Ingenieur
- 1956: Geliebte Corinna
- 1958: Der Greifer
- 1958: Peter Voss, der Millionendieb
- 1958: Der lachende Vagabund
- 1959: Rommel ruft Kairo
- 1959: Das Totenschiff
- 1960: Der rote Kreis
- 1960: Weit ist der Weg
- 1961: Gestatten, mein Name ist Cox (TV-Serie, 13 Folgen)
- 1961: Eine Geschichte aus Soho – Nerz ist in der kleinsten Hütte
- 1965: Der Nachtkurier meldet – Wendung im Mordfall Gormann
- 1965: Für ein paar Dollar mehr (Per qualche dollaro in più)
- 1965: Hotel der toten Gäste
- 1966: Gewagtes Spiel – Drei Giraffen
- 1967: Entscheidung
- 1967: Der Tag, an dem die Kinder verschwanden
- 1967: Graf Yoster gibt sich die Ehre – Gangstermemoiren
- 1969: Salto Mortale – Athen
- 1969: Engelchen macht weiter – hoppe, hoppe Reiter
- 1970: Unter Kuratel
- 1970: Immer bei Vollmond
- 1971: Napoleon und Joghurt
- 1971: Die gefälschte Göttin
- 1972: Der Kommissar – Überlegungen eines Mörders
- 1972: Dem Täter auf der Spur – Ohne Kranz und Blumen
- 1973: Okay S.I.R. – Ausverkauf im Allgäu
- 1973: Kinderheim Sasener Chaussee (6 Folgen als Hausmeister)
- 1974: Derrick – Stiftungsfest
- 1974: Sonderdezernat K1 – Kein Feuer ohne Rauch
- 1976: Tatort – Wohnheim Westendstraße
- 1977: Der Alte – Lohngeld
- 1977: Auf Achse – Thessalische Nacht
- 1978: Der Alte – Ein Koffer
- 1978: Polizeiinspektion 1 – Sylvester ist jeden Tag
- 1979: Tatort – Der King
- 1979: Der Alte – Pensionstod
- 1982: Ich bin dein Killer
- 1984: Tatort – Der Mann mit den Rosen
- 1985: Otto – Der Film